# Коллетт, Чарльз
Чарльз Бенджамин Коллетт (англ. Charles Benjamin Collett; 10 сентября 1871 — 5 апреля 1952) — главный механик Great Western Railway (GWR) с 1922 по 1941 год. Главный конструктор пассажирских магистральных паровозов GWR типа 2-3-0 серий Castle class и King class.

## Карьера
Предшественник Коллетта, Джордж Джексон Черчуард создал для GWR на заводе в Суиндоне серию инновационных и передовых в своем классе паровозов, которые, по некоторым оценкам, к началу 1920-х годов превосходили локомотивы всех остальных железнодорожных компаний Великобритании.
В 1922 году Черчуард вышел в отставку, и Коллетту, занявшему его место, достались в наследство стандартизированные серии высокого конструктивного совершенства. Однако увеличение расходов и падение доходов потребовало рационализации количества серий и разработки более мощных локомотивов. Коллетт как инженер-практик, взял за основу разработки Черчуарда и развил их, получив новые серии: Hall class — из Saint class, и Castle class — из Star class. Так же он отвечал за разработку меньших локомотивов, например, многочисленную серию «коробчатых» танк-паровозов.
В 1926 году стало ясно, что требуется локомотив, превосходящий по мощности серию Castle class, чтобы тянуть тяжёлые поезда со средней скоростью около 100 км/ч. Генеральный директор GWR Феликс Поул дал указание спроектировать такой паровоз, и Коллетт создал на основе Castle class новую серию King class. Первый паровоз серии вышел из ворот Swindon Works в июне 1927 года. Его габарит соответствовал максимально допустимому на GWR благодаря ранее использовавшейся широкой колее. Локомотив имел наибольшие размеры и максимально использовал возможности конструктивной схемы Черчуарда с четырьмя цилиндрами. Это был самый тяжелый: 138 т — и самый тяговитый: 40300 кгс — паровоз типа 2-3-0 в Великобритании. Из-за размера его применение на магистралях GWR было ограничено несколькими главными маршрутами. В 1931 году, используя тот же принцип максимального габарита Коллетт разработал серию GWR Super Saloons для использования на маршруте из Лондона в порт Плимута.

## Наследие
Технический одарённый, Коллетт умел находить пути совершенствования существующих конструкций без потери надёжности, и благодаря этому создал стандартизированный парк паровозов, идеально подходивший под требования GWR. Он смог добиться существенного прироста эффективности проекта Черчуарда, а серия Castle class стала лучшей по соотношению мощности к затратам воды среди представителей «Большой четверки». Однако инженеры того времени и современные историки железнодорожного транспорта критиковали Коллетта за малую инновационность разработок и неизменное следование принципам, заложенным в конструкцию паровоза Черчуардом. По одной из версий, это привело к тому, что когда Коллетт уходил в отставку, превосходство паровозов GWR было утрачено из-за появления более современных разработок. В частности, примером служит опыт Уильяма Станира, который работал в Суиндоне до переезда в London, Midland and Scottish Railway в 1932 году. Он имел доступ к разработкам Черчуарда, но развил их в соответствии с прогрессом в области паровозной техники.